# Новоандреевка (Башкортостан)
Новоандреевка (баш. Яңы Андреевка) — деревня в Кармаскалинском районе Республики Башкортостан Российской Федерации. Входит в состав Шаймуратовского сельсовета.

## География

### Географическое положение
Расстояние до:
- районного центра (Кармаскалы): 15 км,
- центра сельсовета (Шаймуратово): 4 км,
- ближайшей ж/д станции (Кабаково): 19 км.

## Население
| 2002 | 2009 | 2010 |
| ---- | ---- | ---- |
| 120  | ↘102 | ↗121 |

Согласно переписи 2002 года, преобладающая национальность — мордва-эрзяне (31 %).